# Seven (EP)
Seven es el tercer extended play del DJ holandés, Martin Garrix. Fue lanzado como una descarga digital lanzando un sencillo por día bajo el sello discográfico STMPD RCRDS el 28 de octubre de 2016 en iTunes y Spotify en Ámsterdam y América del norte.

## Sencillos
- "WIEE" fue el primer sencillo del EP colaborando con DJ Mesto lanzado el 15 de octubre de 2016 .
- "Sun Is Never Going Down" fue el segundo sencillo del EP colaborando con Dawn Golden lanzado el 16 de octubre de 2016.
- "Spotless" fue el tercer sencillo del EP colaborando con Jay Hardway lanzado el 17 de octubre de 2016.
- "Hold On & Believe" fue el cuarto sencillo del EP colaborando con The Federal Empire lanzado el 18 de octubre de 2016.
- "Welcome" fue el quinto sencillo del EP colaborando con Julian Jordan lanzado el 19 de octubre de 2016.
- "Together" es el Sexto sencillo del EP colaborando con Matisse & Sadko lanzado el 20 de octubre de 2016.
- "Make Up Your Mind" es el séptimo y último sencillo del EP colaborando con Florian Picasso lanzado el 21 de octubre de 2016

## Lista de canciones
| Seven EP – Versión digital |                                               | |                               |          |  |
| N.º                        | Título                                        | Escritor(es)                                                                                                   | Productor(es)                 | Duración |  |
| 1.                         | «WIEE» (junto a Mesto)                        | Melle Stromp Martijn Gerard Garritsen                                                                          | Martin Garrix Mesto           | 3:23     |  |
| 2.                         | «Sun Is Never Going Down» (con Dawn Golden)   | Martijn Gerard Garritsen Dexter Tortoriello Jeem Cooke James Bryan McCollum Justin "SumPunk" Broad Paul Herman | Martin Garrix                 | 3:24     |  |
| 3.                         | «Spotless» (junto a Jay Hardway)              | Martijn Gerard Garritsen Jobke Heiblom                                                                         | Martin Garrix Jay Hardway     | 3:15     |  |
| 4.                         | «Hold On & Believe» (con The Federal Empire)  | Martijn Gerard Garritsen Chad Wolf McKay Stevens Keith Varon Simon Strömstedt Giorgio Tuinfort                 | Martin Garrix                 | 3:54     |  |
| 5.                         | «Welcome» (junto a Julian Jordan)             | Martijn Gerard Garritsen Julian Dobbenberg                                                                     | Martin Garrix Julian Jordan   | 3:05     |  |
| 6.                         | «Together» (junto a Matisse & Sadko)          | Martijn Gerard Garritsen Alexander Parkhomenko Yury Parkhomenko John Martin Michel Zitron Max McElligott       | Martin Garrix Matisse & Sadko | 3:41     |  |
| 7.                         | «Make Up Your Mind» (junto a Florian Picasso) | Martijn Gerard Garritsen Giorgio Tuinfort Florian Ruiz-Picasso                                                 | Martin Garrix Florian Picasso | 3:16     |  |

## Posicionamiento
| Año  | Listas                               | Posición |
| ---- | ------------------------------------ | -------- |
| 2016 | US Dance/Electronic Albums Billboard | #5       |